# Tetjana Donez

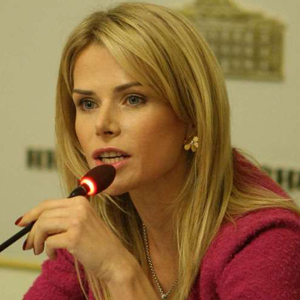
Tetjana Donez

Tetjana Anatolijiwna Donez (ukrainisch Тетяна Анатоліївна Донець, * 11. Juli 1980 in Dnipropetrowsk, Ukrainische SSR), ist eine ukrainische Politikerin der Partei Volksfront.

## Biografie
Tetjana Anatolijiwna Donez wurde am 11. Juli 1980 in Dnipropetrowsk geboren. 1997 machte sie ihren Schulabschluss. Im Jahr 1998 war sie als Abgeordnetenassistentin und Mitglied der temporären Untersuchungskommission der Werchowna Rada zur Gewährleistung des Wahlrechts tätig. Sie studierte an der Nationalen Taras-Schewtschenko-Universität Kiew und schloss dort im Jahr 2003 ihr Studium der Rechtswissenschaft ab. Von 2004 bis 2005 war sie die Direktorin des Astoria-Hotels in Dnipropetrowsk. Im Jahr 2005 absolvierte sie ihr Studium der Außenwirtschaftslehre am Kiewer Institut für Internationale Beziehungen.
Von 2006 bis 2010 war Donez als Mitglied des Parteienbündnisses BJuT Abgeordnete des Bezirksparlaments des Rajon Schewtschenko und war dort als Vorsitzende der Kommission für lokale Selbstverwaltung und Informationspolitik tätig. Zu dieser Zeit war sie auch die stellvertretende Fraktionschefin des BjuT im Rajon Schewtschenko.
Bei der Parlamentswahl in der Ukraine 2012 war Donez auf Listenplatz 55 der Partei Allukrainische Vereinigung „Vaterland“ und wurde als Abgeordnete in die Werchowna Rada gewählt, wo sie Mitglied des parlamentarischen Komitees für Gesundheitspolitik war.
Bei der Parlamentswahl in der Ukraine 2014 war Donez auf Listenplatz 20 der Partei Volksfront und wurde erneut als Abgeordnete in die Werchowna Rada gewählt.